# Илеркаоны
Илеркаоны (лат. Ilercaonenses) — народ, упоминаемый Птолемеем и Ливием (XXII, 21) на востоке провинции Тарраконская Испания.
У Плиния (Ш, 3) и Цезаря («Галльская война», I, 60) встречаются варианты этого названия: Ilergaones, Ilergavonenses. Их страна простиралась к западу от нижнего Эбро до гор Идубеда. Дертоза на р. Эбро, вероятно, была их столицей; сохранились монеты этого города с надписью Ilercavonia.

Руины иберийского поселения Коль-дель-Моро-де-Гандеса (Испания)
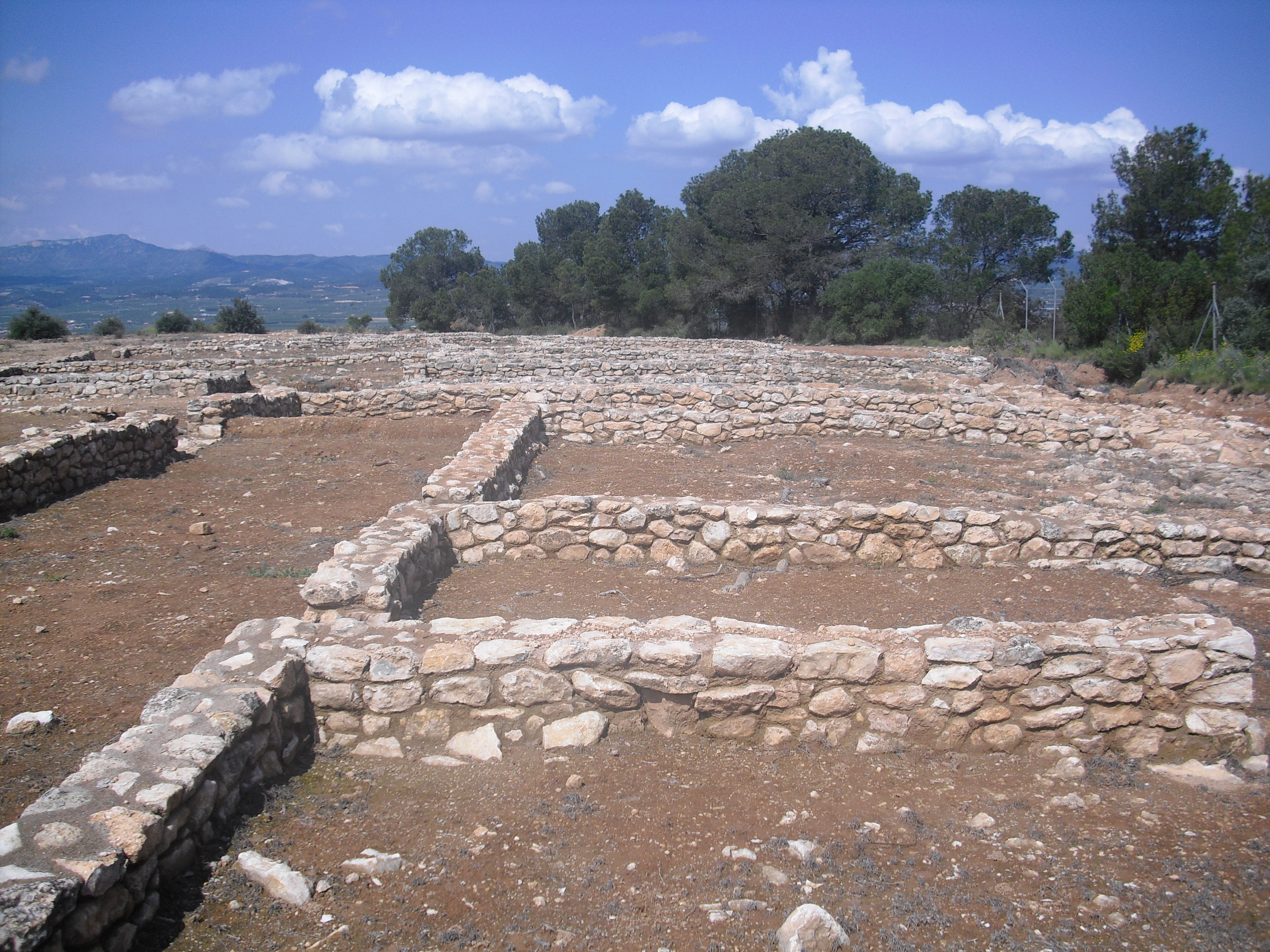
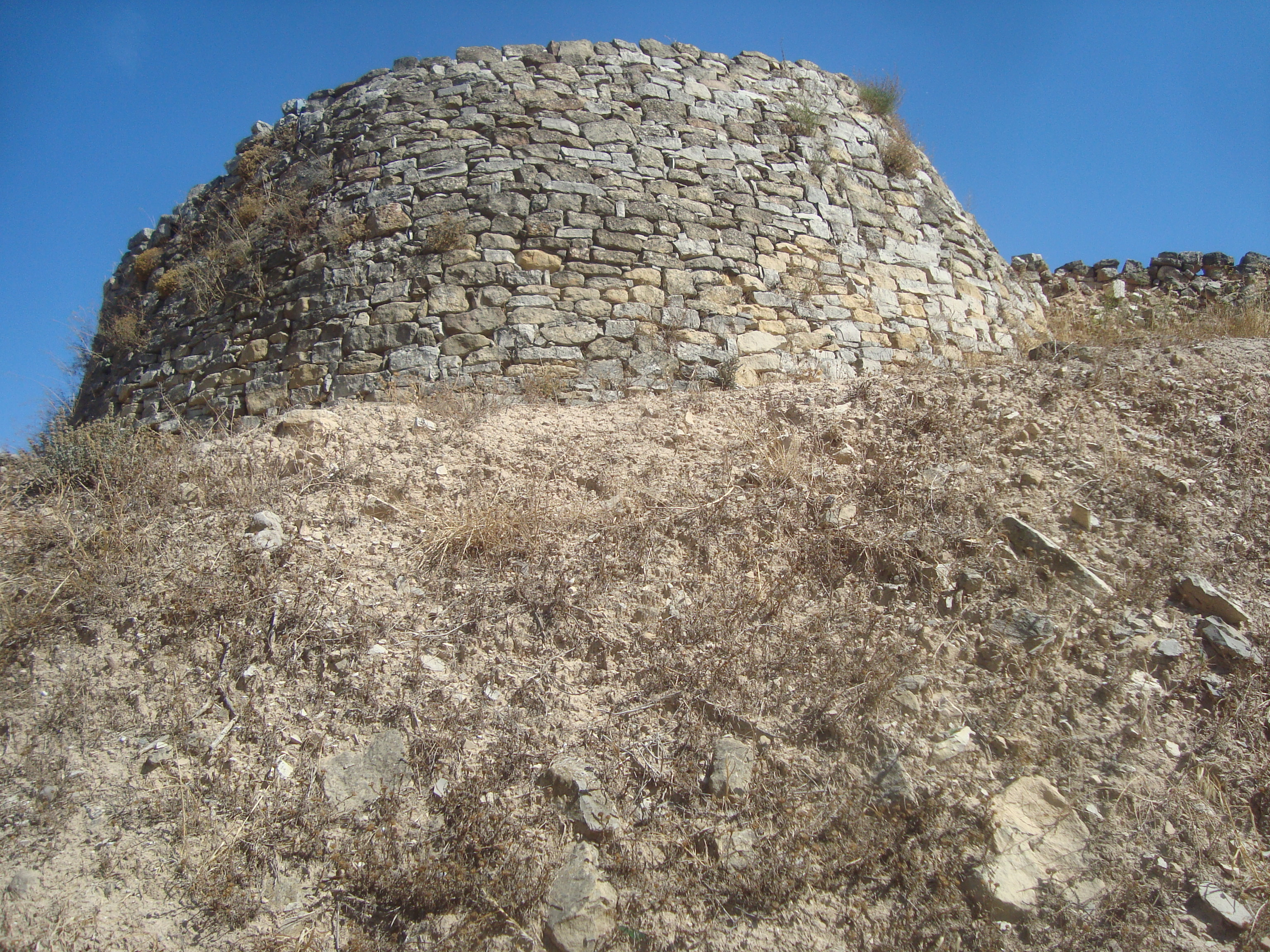
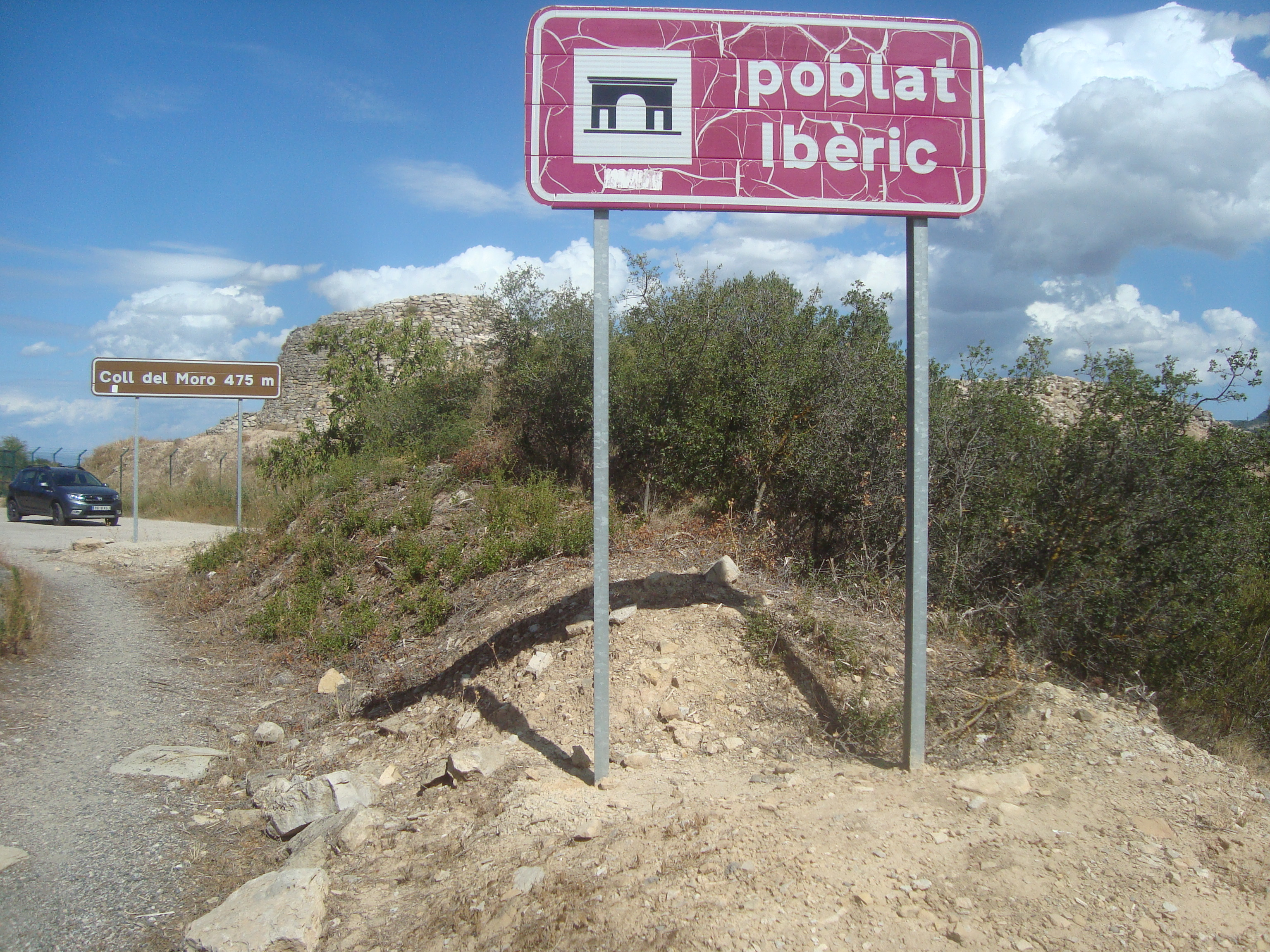